# Landesregierung Rehrl II
Die Landesregierung Rehrl II bildete die Salzburger Landesregierung unter Landeshauptmann Franz Rehrl in der 3. Gesetzgebungsperiode der Ersten Republik von der Konstituierung des Landtags am 4. Mai 1927 bis zum 19. Mai 1932.

## Regierungsmitglieder
Landeshauptmann
- Franz Rehrl

Stellvertreter
- Michael Neureiter
- Robert Preußler

Landesräte
- Karl Emminger
- Rudolf Brauneis